# Adolphe Mendy
Adolphe Mendy (Senegal, 16 de enero de 1960) es un exfutbolista de Senegal que jugaba en la posición de defensa.

## Carrera

### Club
| Periodo   | Club              |
| --------- | ----------------- |
| 1983-1990 | ASC Port Autonome |
| 1991-1992 | ASC Jeanne d'Arc  |
| 1993-1994 | ASEC Ndiambour    |
| 1994-1997 | ASC Port Autonome |

### Selección nacional
Jugó para Senegal en 65 ocasiones, su debut internacional fue el 1 de marzo de 1986 en la victoria por 2-1 ante Guinea en Dakar por la Copa Amílcar Cabral. Su único gol internacional lo anotó el 8 de agosto de 1987 en la victoria por 1-0 ante Túnez en Nairobi en los Juegos Panafricanos de 1987. Su último partido internacional lo jugó el 8 de mayo de 1997 en la derrota por 1-4 ante Costa de Marfil en un partido amistoso en Bouaké, acumulando 65 partidos en total con la selección nacional.
Participó en tres ediciones de la Copa Africana de Naciones, siendo seleccionado dentro del equipo ideal del torneo en la edición de 1992.

## Logros

### Club
- Liga senegalesa de fútbol (3): 1990, 1994, 1997

### Individual
- Equipo Ideal de la Copa Africana de Naciones 1992.